# Ian R. MacLeod
Pour les articles homonymes, voir Ian MacLeod et MacLeod.
Œuvres principales
- L'Âge des lumières
- Les Îles du Soleil
- Poumon vert

Ian R. MacLeod, né le 6 août 1956 à Solihull, une petite ville du centre de l'Angleterre proche de Birmingham, est un auteur britannique de romans de science-fiction et fantasy, d'origine écossaise.

## Biographie
Dans les années 1990, Ian R. MacLeod est l'auteur de nombreuses nouvelles qui sont publiées dans les revues de science-fiction anglo-saxonnes. Certaines de ces nouvelles ont été citées ou ont décroché des prix littéraires.
Ian R. MacLeod semble avoir un intérêt particulier pour l'uchronie, procédé que l'on retrouve dans Les Îles du Soleil, L'Âge des lumières et The House of Storm. Les deux derniers, qui ont pour cadre une Angleterre victorienne alternative dominée par une substance magique, l'éther, peuvent être également rapprochés du genre steampunk et de la fantasy
Ian R. MacLeod vit à Bewdley dans le Worcestershire.
Le roman court The Summer Isles, publié dans le numéro d'octobre/novembre 1998 de la revue Asimov's Science Fiction a gagné le prix Sidewise format court 1999 récompensant la meilleure uchronie, ainsi que le prix World Fantasy du meilleur roman court. Ce roman court a tout d'abord été écrit sous la forme d'un roman que Ian R. MacLeod n'a pas réussi à vendre. À la suite du succès de la version raccourcie, le roman Les Îles du Soleil a été publié en 2005 et a gagné le prix Sidewise format long, l'auteur devenant ainsi le premier à recevoir ce prix deux fois pour la même histoire sous deux formats différents.
Ian R. MacLeod a gagné le prix World Fantasy de la meilleure nouvelle 2000 pour sa nouvelle La Viandeuse.

## Œuvres

### Romans
- (en) The Great Wheel, 1997Prix Locus du meilleur premier roman 1998
- Poumon vert, Le Bélial', coll. « Une heure-lumière » no 8, 2017 ((en) Breathmoss, 2002), trad. Michelle Charrier, 144 p.  (ISBN 978-2-84344-918-5)
- L'Âge des lumières, Denoël, coll. « Lunes d'encre », 2007 ((en) The Light Ages, 2004), trad. Jean-Pierre Pugi, 624 p.  (ISBN 978-2-20725570-4)
- Les Îles du Soleil, Gallimard, coll. « Folio SF », 2005 ((en) The Summer Isles, 2005), trad. Michelle Charrier, 416 p.  (ISBN 2-07-031369-7)Prix Sidewise 2005
- (en) The House of Storms, 2005
- (en) Song of Time, 2008Prix Arthur-C.-Clarke 2009 et prix John-Wood-Campbell Memorial 2009
- (en) Wake Up and Dream, 2011Prix Sidewise 2011
- (en) Red Snow, 2017

### Recueils de nouvelles
- (en) Voyages by Starlight, 1996
- (en) Breathmoss and Other Exhalations, 2004
- (en) Past Magic, 2006
- (en) Journeys, 2010
- (en) Snodgrass and Other Illusions: The Best Short Stories of Ian R. MacLeod, 2013
- (en) Frost on Glass, 2015
- (en) Ragged Maps, 2023

### Nouvelles parues en français
- Amour-fou, 1995 ((en) Well-Loved, 1990), trad. Sylvie Denis et Francis ValéryParue dans l'anthologie Century XXI : La Nouvelle Fiction spéculative britannique. Réédition sous le titre Bien-aimé, revue Bifrost no 110, Le Bélial', 2023, trad. Michelle Charrier
- La Viandeuse, 2021 ((en) The Chop Girl, 1999), trad. Michelle CharrierPubliée dans la revue Bifrost no 102, Le Bélial'
- Isabel des feuilles mortes, 2019 ((en) Isabel of the Fall, 2001), trad. Michelle CharrierPubliée Hors-série 2019, Le Bélial', coll. « Une heure-lumière »